# Dissolução hipotética da Federação Russa

Províncias russas.

A dissolução da Federação Russa é um hipotético desmoronamento da Federação Russa de um estado unificado para vários potenciais estados sucessores independentes. 
O termo é usado na literatura acadêmica e no jornalismo em discussões sobre o Estado russo e desafios que são percebidos como ameaçando a unidade e a integridade do Estado russo. A atual Federação Russa é considerada o principal estado sucessor da União Soviética. Várias tendências e problemas que podem desafiar a permanência da Federação Russa unificada foram discutidos publicamente e na academia por figuras como Garry Kasparov, Mikhail Leontyev, Herman Gref, Maxim Kalashnikov, Sergey Kurginyan, Alexander Prokhanov, Natalya Narochnitskaya e Dmitry Medvedev. 

## Precedentes históricos
"Precedente", neste contexto, significa em grande parte "anterior ao século 21 e, em particular, à Guerra Russo-Ucraniana".

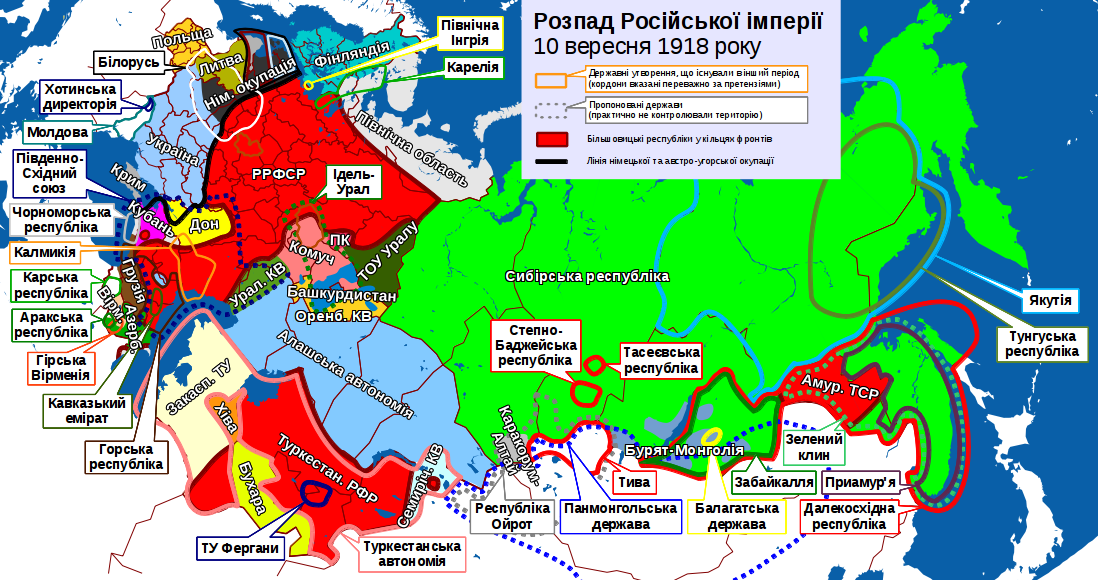
Colapso do Império Russo em 1917.

### Império Russo
O historiador britânico Geoffrey Hosking acredita que a política das autoridades do Império Russo incluiu a russificação, o que contribuiu para a centralização do poder e a eliminação dos privilégios locais. Em sua opinião, a russificação também visava dar a todos os povos do Império Russo um sentimento de pertencimento à Rússia, seu passado e tradições. A russificação ativa dos subúrbios étnicos ocidentais começou na primeira metade do século 19 e se intensificou na década de 1860 após a última revolta polonesa. No entanto, em vez de um fator unificador, essa política, ao contrário, prejudicou a imagem da Rússia. Como resultado, a lealdade das minorias (dentro do Império Russo) caiu ainda mais, estimulando seus movimentos de libertação nacional, que não contribuíram nem para a calma nem para a unidade da população dentro do império. Na verdade, até antagonizou povos anteriormente amigos em relação ao governo czarista, o que se tornou uma das razões para o futuro colapso do Império Russo.
Os ideólogos do regionalismo siberiano (meados da década de 1850 – início do século 20) consideravam os siberianos um povo separado dos russos étnicos. Entre os cientistas, há tanto opositores quanto apoiadores desse ponto de vista. 1918 viu a formação a curto prazo da República Siberiana como um Estado formal. A primeira desintegração da Rússia ocorreu em 1917. Após a Revolução de Fevereiro, iniciaram-se processos ativos de desintegração, ocorrendo nas esferas econômica, social e sociopolítica, que acabaram levando ao fim da existência de um único Estado. A Guerra Civil Russa terminou com a criação da URSS, a perda da Moldávia, que foi anexada pela Romênia, e o reconhecimento da independência dos antigos territórios russos: Finlândia, Polônia, Estônia, Letônia, Lituânia e República Popular de Tuva.

### União Soviética
Veja também: Desfile de soberanias
Na União Soviética, por um lado, o número de entidades territoriais-nacionais cresceu e seu status aumentou, mas, por outro, ocorreu o processo de centralização. A partir de meados da década de 1920, nas regiões nacionais da URSS, realizou-se a korenização, o que significou a introdução de línguas e quadros nacionais-territoriais na vida estatal e social, a fim de desenvolver a identidade nacional. Esse processo também contribuiu para o crescimento do nacionalismo regional em luta contra o "grande poder", o que levou ao desenvolvimento de tendências centrífugas. No final da década de 1930 (particularmente em 1932-1933), a korenização foi reduzida, e muitos de seus participantes ativos foram reprimidos. A introdução generalizada da língua russa como língua de comunicação interétnica suplantou em grande parte as línguas locais. 

### Federação Russa
Em 1991, a URSS entrou em colapso em 15 novos países: Estônia, Letônia, Lituânia, Bielorrússia, Ucrânia, Moldávia, Rússia, Geórgia, Armênia, Azerbaijão, Cazaquistão, Quirguistão, Uzbequistão, Turcomenistão e Tajiquistão.  Estes tornaram-se estados independentes, e muitos mais se tornaram a Comunidade de Estados Independentes. 
A Chechênia e o Tartaristão buscaram a independência da Federação Russa em 1994. Um acordo com o Tartaristão, resultando em um tratado bilateral, foi alcançado e a república permaneceu parte da Federação Russa. O conflito com a Chechênia escalou para a Primeira Guerra Chechena depois que tropas russas foram destacadas na república em dezembro de 1994.

## Formas do Estado russo
Pressões que poderiam levar à dissolução da Rússia, e preocupações com a preservação da integridade do Estado, fornecem evidências de que o atual Estado russo pode não ser a forma ideal do Estado russo. A discussão sobre o futuro do Estado russo está centrada na transformação que o Estado russo vem sofrendo desde a dissolução da União Soviética. Se a Rússia se torna um Estado-nação, ou um Estado imperial altamente centralizado, é o foco principal deste debate.
Alguns estudiosos vêem a Rússia como estando em processo de transformação de um Estado imperial para um Estado-nação, vendo-a como um caminho desejado para a construção de uma sociedade civil (Yevgeny Yasin) ou a inevitável e irreversível ruptura de um império (Dmitri Trenin). Alguns defensores desse ponto de vista, como Emil A. Pain, se opõem às ambições imperiais, observando que o crescimento da xenofobia, do tradicionalismo e do medo do Ocidente são indicativos da decadência contínua do império.
Outros, como Vladimir Shevchenko, consideram preferível uma forma centralizada de Estado semelhante a um império. Shevchenko considera que há uma razão fundamental pela qual a Rússia tem sido um império auto-regenerador por séculos, gravitando em torno de um Estado imperial, e se transformando do Império Russo para o "Império Vermelho" da URSS mais recentemente.

## Possíveis causas da decadência

### Conforme discutido por Vladimir Shevchenko
O pesquisador-chefe do Instituto de Filosofia da Academia Russa de Ciências, Vladimir Shevchenko, ao revisar o artigo "O colapso da Rússia no início do século 21 nas declarações dos contemporâneos", de O. Yu. Maslova, observou que contém uma grande coleção de autores sobre o tema da desintegração russa. Esses autores vão desde defensores ferrenhos da ideia de que o colapso da Rússia é quase inevitável e já começou, até defensores da ideia de tentativas artificiais e deliberadas de fazer o país colapsar.  
A principal razão para os processos de desintegração e o possível colapso da Rússia, de acordo com o trabalho de revisão de Shevchenko, "O Futuro da Rússia: Estratégias para o Entendimento Filosófico", é a falta de uma ideia ou projeto nacional (como o comunismo na União Soviética) que unisse todos os povos da Rússia.
O Estado russo, na sua opinião, está em um estado de transição em que todos os processos se tornaram mais ativos: tanto a integração quanto a desintegração.  
Ele passou a listar as razões que acompanham o possível colapso da Rússia como: 
- sentimentos xenófobos ("Rússia para os russos");
- as tendências separatistas de grupos étnicos minoritários na Rússia;
- e a transformação das repúblicas da Rússia em Estados de pleno direito.

Em seu artigo, ele se opõe à opinião de que a desintegração já havia começado, ressaltando que existem questões como extraterritorialidade legal, casos de discriminação de etnia não titular em governos republicanos e a radicalização do Islã.

### Outras fontes e razões russas
No final dos anos 1990 e início dos anos 2000, o governo russo proibiu o Tartaristão de mudar da escrita cirílica para o alfabeto latino, temendo que tal movimento interrompesse a unidade interna e resultasse em dissolução. Por outro lado, na década de 2020, o Cazaquistão, um país independente formado após a dissolução da União Soviética, começou a se mover em direção ao alfabeto latino, e acredita-se que isso se distancie da influência russa. O governo russo se esforça para fazer com que todas as línguas da Rússia usem o cirílico para impor a unidade.  
Em um relatório para o think tank conservador Izborsky Club, um grupo de analistas liderados por A. Kobyakov, listou as linhas de divisão na sociedade russa moderna que poderiam levar ao colapso do Estado: desigualdade socioeconômica, relações interétnicas, alienação das elites do povo e oposição da "classe criativa" ao resto da sociedade.
O culturólogo I. Yakovenko acredita que a principal razão para os processos de desintegração é o processo desigual de modernização do mercado em diferentes regiões da Rússia, o que aumenta o isolamento econômico dessas regiões umas das outras. Yakovenko identifica as seguintes regiões em que, em sua opinião, a Federação Russa pode se dividir: Norte e Sul da Rússia, Sibéria, Norte do Cáucaso e a fronteira intercontinental.  
De acordo com o matemático Georgiy Malinetsky, há algumas possíveis razões para o colapso da Rússia:
- a grande diferença entre os níveis de renda dos diferentes estratos sociais;
- o grande fosso económico entre as diferentes regiões da Rússia;
- a complexidade das comunicações entre diferentes regiões do país devido ao subdesenvolvimento da infraestrutura;
- a quebra de gerações o fortalecimento dos cismas existentes no contexto religioso, cultural e nacional, e o fortalecimento do poder das lideranças regionais locais.

### Valores democráticos
Amplamente criticado por ser antissemita e um nacionalista extremista, Igor Shafarevich escreveu o ensaio Russofobia de 1981, no qual culpou "os judeus que buscam o domínio mundial". Ele alegou uma "vasta conspiração contra a Rússia e toda a humanidade" e que eles buscam a destruição da Rússia por meio da adoção de uma democracia de estilo ocidental.
Peter Eltsov, professor da Universidade Nacional de Defesa (Estados Unidos), argumentou que a Rússia não pode sobreviver como uma "verdadeira democracia liberal" e "provavelmente se desintegraria" se abraçasse os valores ocidentais.

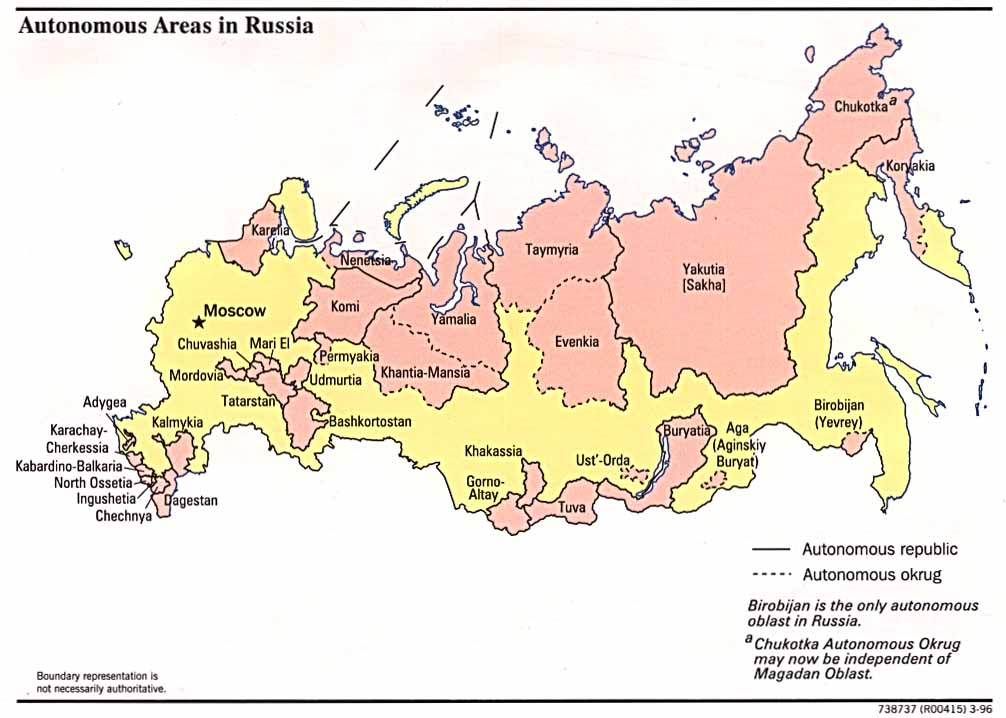
Áreas autônomas da Rússia em 1996.

### Irredentismo
Como em qualquer país com fronteiras terrestres, há muitas etnias vivendo na Rússia relacionadas ou idênticas aos grupos étnicos titulares dos países vizinhos. Em algumas dessas regiões fronteiriças, são expressas ideias irredentistas sobre a reunificação de povos divididos. 
Em Buryatia e dois okrugs autônomos de Buryat, um dos quais é o Ust-Orda Buryat Okrug, estão sendo expressas ideias de se juntar à Mongólia como parte da ideia de pan-mongolismo.   
Alguns nacionalistas cazaques desejam recuperar Orenburg, a antiga capital da República Socialista Soviética Autônoma do Cazaquistão, e agora parte da Rússia no Oblast de Orenburg.  
A ideia de unir a Finlândia e a Carélia em uma Grande Finlândia (a questão da Carélia) costumava ser popular entre parte da população na Finlândia e na Carélia.

### Consequências da invasão russa da Ucrânia em 2022
A esfera de influência pós-2ª Guerra Mundial (o Bloco de Leste e o Pacto de Varsóvia) entrou em colapso em 1991 com a já mencionada dissolução da União Soviética. A dissolução foi em grande parte não violenta, embora tenha sido argumentado que a violência da invasão da Ucrânia pela Rússia (fevereiro de 2022) resultou da dissolução soviética.  Em 2022, poucas semanas após esta invasão, alguns comentaristas previram um eventual colapso russo como resultado, especialmente quando se tornou óbvio que a "operação militar especial" de Vladimir Putin não seria uma vitória rápida. Alguns foram mais específicos e afirmaram que esse colapso poderia acontecer entre 2025 e 2027. O acadêmico eslovaco Juraj Mesík estima que a Rússia colapsará entre 2025 e 2027.
Em maio de 2022, o jornalista norte-americano Casey Michel pediu a "descolonização" da Rússia. Em sua opinião, a dissolução da antiga União Soviética deve ser continuada, para acabar com o domínio de Moscou sobre as repúblicas da Rússia. Semanas depois, a Comissão de Segurança e Cooperação na Europa realizou um evento discutindo "a necessidade de 'descolonizar' a Rússia" por causa da "guerra bárbara da Rússia contra a Ucrânia", como eles disseram, pedindo uma conversa sobre o "império interior" da Rússia e observando "o domínio de Moscou sobre muitas nações indígenas não-russas".

#### Legião da Liberdade da Rússia
Apesar disso, a Legião da Liberdade da Rússia se opõe a qualquer colapso da Rússia.

#### Alexei Navalny
O opositor a Putin, Alexei Navalny, afirma que a invasão resultará no "colapso da Rússia".

## Opinião de líderes russos
Em uma entrevista à revista Expert em abril de 2005, o chefe da administração presidencial, Dmitry Medvedev, disse: 
Se não conseguirmos consolidar a elite, a Rússia pode desaparecer como um único Estado... As consequências serão monstruosas. A desintegração da União pode parecer uma matinê no jardim de infância em comparação com o colapso do Estado na Rússia moderna. — Dmitry Medvedev
Em 2011, durante uma reunião da comissão governamental para o desenvolvimento do Distrito Federal do Cáucaso do Norte em Gudermes, Vladimir Putin disse que se a parte russa do Cáucaso deixasse repentinamente a Rússia: 
Se isso acontecer, então, no mesmo momento – nem uma hora, mas um segundo – haverá aqueles que querem fazer o mesmo com outras entidades territoriais da Rússia, [...] e será uma tragédia que afetará todos os cidadãos da Rússia, sem exceção. — Vladimir Putin